# Tomboló blöki
A Tomboló blöki (eredeti cím: Paws of Fury: The Legend of Hank) 2022-ben bemutatott amerikai-kínai–brit számítógépes animációs harcművészeti filmvígjáték Rob Minkoff, Mark Koetsier és Chris Bailey rendezésében. A film Mel Brooks 1974-es Fényes nyergek című filmjének feldolgozása. A főszerepben Michael Cera, Ricky Gervais, Mel Brooks, George Takei, Aasif Mandvi, Gabriel Iglesias, Djimon Hounsou, Michelle Yeoh és Samuel L. Jackson hallható.
A filmet az Amerikai Egyesült Államokban 2022. július 15-én mutatták be a mozikban, Magyarországon augusztus 25-én jelent meg a Freeman Film forgalmazásában.

## Rövid történet
Hank, a szeretetre méltó kutya, akinek legnagyobb álma, hogy szamuráj legyen, elindul a végzetének megtalálására.

## Cselekmény
A feudális Japán által inspirált, teljes egészében macskák által lakott országban Csu Ika, az ország sógunja, fondorlatos, magas rangú tisztviselője hatalmas palotáját szeretné kibővíteni. Ez azonban közvetlenül az elszegényedett Kakamucso falu mellett található. Abban a reményben, hogy megszabadulhat tőle, Csu Ika azt tervezi, hogy Kakamucso lakóit arra kényszeríti, hogy hagyják el a városukat, és  Ohga vezetésével egy gengszterbandát küld a város szétverésére. A városlakók követelik, hogy a sógun nevezzen ki egy új szamurájt a védelmükre, miután az előző elmenekül. Csu Ika, abban a reményben, hogy megbántja a városlakókat, úgy dönt, hogy Hanket, egy kivégzésre váró kutyafoglyot nevezi ki Kakamucso szamurájává.
A kezdeti ellenséges fogadtatás után Hank Dzsimbo, egy macskamenta-függő szamuráj segítségére támaszkodik, aki vonakodva beleegyezik, hogy kiképezze őt, hogy legyőzze a városlakók ellenségességét. Kiképzés közben Hank Dzsimbo segítségével legyőzi Szumót, egy mérhetetlenül erős csatlóst, akit Csu Ika küldött, hogy gyorsabban elűzze a városlakókat. A városlakók kezdenek hősként tekinteni Hankre, de az újonnan szerzett népszerűsége végül Hank fejébe száll, és elhanyagolja az edzést, ami miatt összezördül Dzsimbóval.
Csu Ika egy privát éjszakai klubba viszi Hanket, hogy elterelje a figyelmét, miközben titokban megvesztegeti az embereket, hogy tiszteljék Hanket. Ezzel egy időben Ohga a banditákat Kakamucso szétverésére indítja. Hank egy feldúlt városba tér vissza. A Dzsimbóval folytatott heves vita után úgy dönt, hogy hazamegy. Félúton a kikötő felé Hank egy origami figurát talál a holmijai között, amely a szamuráj esküjére emlékezteti.
Dzsimbo megpróbálja megrohamozni Csu Ika palotáját, abban a reményben, hogy kiszabadítja Szumót, akit Csu Ika csatlósai foglyul ejtettek. Hank visszatér, hogy segítsen neki. Miután megtudja, hogy Szumo megszökött, Csu Ika egy seregnyi gengsztert toboroz, hogy végleg megszabaduljon Kakamucsótól. Hank visszatér Kakamucsóba, és elmagyarázza a tervét, hogy hogyan győzi le Csu Ika seregét.
A városlakók ezután elterelésként tökéletes papírmásolatot készítenek a városról és önmagukról. Amikor a fosztogatók megtámadják a hamis várost és a dinamittal felrobbantott bábukat, Hank meggyújtja a bombákat, és a városlakók megtámadják a gengsztereket. Megérkezik a sógun. Eszébe jut Dzsimbo, aki kijelenti, hogy semmi baj nem történt azon a napon, amikor a meglepetéspartiján megsebesítette az apósát. Ohga véletlenül leleplezi Csu Ika tervét, aminek hatására Csu Ika elmenekül. Hank ezután Csu Ikát a palotájába üldözi, ahol megküzd vele az óriási jáde vécéjén, amely túlcsordul és azzal fenyeget, hogy elárasztja a várost. Hank figyelmezteti Kakamucso városlakóit a közelgő áradásra, és egy csatorna ásásába fog, hogy biztonságosan elterelje a vizet a város körül.
Miután Kakamucso megmenekült, a lenyűgözött sógun úgy dönt, hogy Dzsimbót nevezi ki új szamurájnak, de a pozíciót Hanknek adja. Hank úgy érzi, hogy nem áll még teljesen készen, ezért végül Emikónak, egy cicának adja a pozíciót, aki szintén szamuráj szeretne lenni. Hank és Dzimbo folytatják az edzést, miközben a kapcsolatuk megjavul.
A stáblista után két őr benéz Csu Ika börtöncellájába, aki kijelenti, hogy legalább nem kell részt vennie a folytatásban.

## Szereplők
| Szereplő     | Eredeti hang      | Magyar hang      |
| ------------ | ----------------- | ---------------- |
| Vacak (Hank) | Michael Cera      | Pál Tamás        |
| Jimbo        | Samuel L. Jackson | Schneider Zoltán |
| Ika Chu      | Ricky Gervais     | Vida Péter       |
| Toshi        | Mel Brooks        | Forgács Gábor    |
| Ohga         | George Takei      | Faragó András    |
| Chuck        | Gabriel Iglesias  |                  |
| Szumó        | Djimon Hounsou    | Rékasi Károly    |
| Yuki         | Michelle Yeoh     | Makay Andrea     |
| Emiko        | Kylie Kuioka      | Mentes Júlia     |
| Ichiro       | Aasif Mandvi      |                  |
| kis mama     | Cathy Shim        | Koffler Gizi     |

## A film készítése
A Blazing Samurai című filmet eredetileg a Sony Pictures Animation társalapítója és volt főnöke, valamint a Mass Animation alapítója, Yair Landau 2010 körül kezdte el fejleszteni. Az eredeti tervek szerint a történet egy fekete szamuráj körül forgott volna, aki egy kelet-ázsiai falut védelmez, de a történet középpontjába macskákat és kutyákat állítottak, hogy univerzálisabbá tegyék a történetet. Egy időben felmerült, hogy Chris Rock legyen a film társproducere. 2014 novemberében jelentették be hivatalosan a filmet, amelynek nemzetközi értékesítését a GFM Films kezeli, a produceri feladatokat pedig Rob Minkoff látja el. A film forgatókönyvét Ed Stone és Nate Hopper írta, de a végső kreditpontok között a Fényes nyergek írói is szerepelnek. 2015 februárjában az Open Road Films megszerezte az amerikai forgalmazási jogokat, a rendezéshez pedig Chris Bailey és Mark Koetsier csatlakozott. Susan Purcell is csatlakozott producerként.
2019 novemberében a filmet újra bejelentették, miután az Aniventure csatlakozott a produkcióhoz. 2020 augusztusában Adrian Politowski Align nevű cége bejelentette, hogy segít a film finanszírozásában. 2021-ben Chris Bailey otthagyta a projektet rendezőként, hogy a Scooby-Doo és (sz)társai showrunnere legyen. Rob Minkoff lett Mark Koetsier mellett a rendező. Ennek ellenére Bailey szerződés szerint továbbra is megkapja a film rendezéséért járó elismerést. 2022 áprilisában bejelentették, hogy a film címe megváltozott.

## Bemutató
A Tomboló blöki Észak-Amerikában 2022. július 15-én került a mozikba a Paramount Pictures forgalmazásában. Az eredeti megjelenési dátum 2017. április 14. volt az Open Road Films kiadásában, de végül 2017. augusztus 4-re halasztották. 2019 novemberében a beszámolók szerint a film még mindig az "első animációs fázisban" volt a Cinesite-nél, és a tervek szerint 2021-ben mutatták volna be. 2022 januárjában a Paramount 10 millió dollárért megvásárolta a forgalmazási jogokat a GFM Animationtől.